# Compression médullaire

Une compression médullaire peut être décrite comme une déformation de la moelle spinale due à un hématome, une tumeur ou une simple hernie discale.
Elle peut avoir pour conséquence une interruption des voies nerveuses provenant du cerveau (comme les voies motrices bulbo-spinales qui viennent faire synapse avec leurs cibles - par exemple, dans le cas de la respiration, les motoneurones phréniques), et des voies sensitives ascendantes.
Cette interruption peut avoir pour conséquences des paralysies mais aussi des paresthésies, d'où des handicaps (incapacité de se mouvoir, incontinence urinaire ou fécale, etc). Ces conséquences dépendent du niveau de la compression (plus ou moins haute) et de l'importance de cette dernière : lésions réversibles ou irréversibles.
Le traitement de base en est la décompression, si besoin chirurgicale. En cas de lésion grave de la moelle spinale, l'atteinte neurologique peut cependant être définitive. Néanmoins, certaines pistes sont explorées par les chercheurs afin de restaurer l'activité perdue.

## Sémiologie
La compression médullaire est révélée par une triade syndromique.

### Syndrome rachidien
Le syndrome rachidien peut être observé en cas de compression médullaire. Il associe rachialgies, douleurs dans le dos ; raideur segmentaire + faux torticolis - douleur à la percussion des épineuses.

### Syndrome lésionnel
Le syndrome lésionnel peut comporter des paresthésies ou des douleurs, ou bien un déficit sensitif ou moteur dans le territoire d'une racine nerveuse, ou une douleur à la percussion paravertébrale, irradiant le long d'un trajet radiculaire, appelé « signe de la sonnette ».

## Étiologie

### Causes extradurales

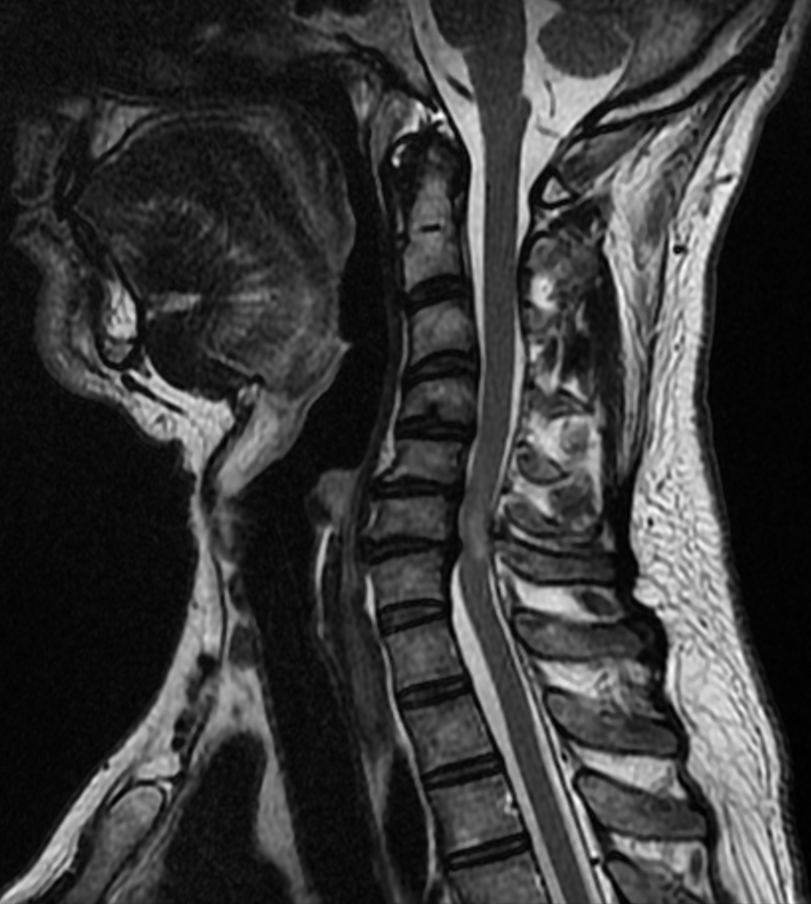
Myélopathie compressive au niveau C6-C7.

- Métastases néoplasiques vertébrales
- Tumeurs vertébrales primitive bénignes (hémangiome, chondrome...) ou maligne (sarcome)
- Myélopathie cervicoarthrosique
- Spondylodiscite et épidurite infectieuse à pyogène
- Hernie discale
- Hématome épidural

### Causes intradurales extramédullaires
- Méningiome
- Neurinome
- Arachnoïdite

### Causes intramédullaires
- Épendymomes, astrocytomes
- Malformations vasculaires
- Syringomyélie

## Traitement
Urgence thérapeutique nécessitant un transfert en service de neurochirurgie pour décompression.